# Авила, Родриго
Родриго Авила Авилес (исп. Rodrigo Ávila Avilés; 25 июня 1964, Сан-Сальвадор) — сальвадорский крайне правый политик, участник гражданской войны, один из лидеров партии Националистический республиканский альянс (ARENA). В 1994—1999 и 2006—2008 — директор Национальной гражданской полиции Сальвадора. В 2009 баллотировался в президенты, проиграл кандидату ФНОФМ. В 2000—2003 и с 2015 — депутат Законодательной ассамблеи. Известен как фанатичный приверженец традиции майора д’Обюссона.

## Образование
Родился в семье врача. Окончил католический лицей в Сан-Сальвадоре. Был известен как спортсмен, выступал на соревнованиях по лёгкой атлетике. Увлекался освоением оружия, активно тренировался в стрельбе.
В 1982 Родриго Авила уехал на учёбу в США. Защитил диплом инженера в Университете штата Северная Каролина и диплом управленца в университетском колледже Джорджии. Прослушал курс нефтепромыслового дела в Техасском университете A&M и полицейский курс в Национальной академии ФБР.

## Под знаменем майора д’Обюссона
С детства Родриго Авила проникся крайне правым антикоммунистическим мировоззрением. Несколько его близких родственников, в том числе старший брат Роберто и дядя Рикардо, были руководящими активистами партии Националистический республиканский альянс (ARENA). Рикардо Авила был убит ультралевыми боевиками ФНОФМ. Другой член семьи Авила — офицер сальвадорской армии Эдуардо Альфонсо Авила — являлся ближайшим соратником майора Роберто д’Обюссона, участником убийства архиепископа Ромеро. В доме Авила бывал сам майор д’Обюссон — основатель ARENA и организатор эскадронов смерти.
Встреча с д’Обюссоном осталась для Родриго Авилы незабываемым событием. Образ майора стал для него эталоном патриота. В 1981, ещё 16-летним, Авила вступил в молодёжную организацию ARENA. Возвращение Авилы из США в 1988 пришлось на завершающий этап гражданской войны. Он поступил на службу в добровольческую гражданскую оборону. Давал уроки стрельбы солдатам сальвадорской армии. Участвовал в боях с партизанами ФНОФМ во время стратегического наступления правительственных войск в конце 1989.

— Вы когда-нибудь убивали?

— Да. Иначе я не разговаривал бы с вами.

Из интервью Родриго Авилы 2003 года

## Начальник сальвадорской полиции
В 1990—1993 Родриго Авила работал в Shell менеджером по продажам смазочных материалов, затем руководил частным предприятием безопасности. Политически поддерживал президента Альфредо Кристиани. В 1993 году, вскоре после окончания гражданской войны, поступил на службу в Национальную гражданскую полицию — новый правоохранительный орган, созданный в соответствии с мирными соглашениями.
В 1994, при президенте Армандо Кальдероне Соле, 29-летний Родриго Авила занял пост директора гражданской полиции (первые несколько месяцев считался исполняющим обязанности, поскольку устав сальвадорской полиции допускает занятие высшей должности не ранее 30-летнего возраста). В руководстве полицией Родриго Авила проводил курс жёсткого подавления преступности, особенно организованной. Членов ОПГ Авила рассматривал как врагов, сопоставимых с партизанами ФНОФМ 1980-х, что в целом соответствует политической доктрине ARENA. При этом к преступникам Авила относился хуже:

Враг на войне может иметь идеалы, принципы. А какие принципы у бандитов?

В то же время критики Родриго Авилы утверждают, что он не сумел преодолеть коррупцию в полиции и допускал серьёзные оперативные просчёты при проведении спецопераций.

## Кандидат в президенты
На парламентских выборах 2000 Родриго Авила был избран депутатом Законодательной ассамблеи Сальвадора. Состоял в комиссиях по безопасности и борьбе с наркоторговлей, по обороне, по законодательству и конституционным вопросам. Являлся вице-председателем ARENA, фактически в 2004—2009 являлся лидером партии. В 2003 неудачно баллотировался на пост мэра города Санта-Текла (малая родина д’Обюссона).
С июня 2004 по декабрь 2005 Родриго Авила был заместителем министра общественной безопасности. С декабря 2006 по февраль 2008 снова являлся директором национальной полиции.
Родриго Авила выступал как носитель традиции майора д’Обюссона — с позиций национал-консерватизма, республиканизма и крайнего антикоммунизма. Резко полемизировал с Фиделем Кастро. Симпатизировал американской администрации Джорджа Буша-младшего, решительно поддержал вторжение в Ирак и участие Сальвадора в антисаддамовской коалиции.
На выборах 2009 партия ARENA выдвинула кандидатуру Родриго Авилы в президенты Сальвадора (в вице-президенты баллотировался приедприниматель палестинского происхождения Артуро Заблах). Выдвижение Авилы активно лоббировал тогдашний президент Антонио Сака, ссылавшийся на поддержку посольства США (которая на самом деле была весьма условной). Многие деятели ARENA полагали, что кандидатура недавнего начальника полиции, известного своей жёсткостью, не встретит должного понимания в электорате.
Однако победу одержал кандидат ФНОФМ Маурисио Фунес: за него проголосовал 51 % избирателей, за Авилу — 48 %. Таким образом Родриго Авила оказался первым за четверть века представителем ARENA, потерпевшим поражение на выборах — после Роберто д’Обюссона в 1984.

## Политик и депутат
Избирательная неудача не сильно отразилась на положении Родриго Авилы в ARENA. Он остаётся одним из лидеров партии. На выборах 2015 Родриго Авила снова был избран в Законодательную ассамблею. Жёстко критикует правительство ФНОФМ и президента Санчеса Серена — прежде всего за неспособность справиться с оргпреступностью.

Наша страна захвачена бандами, которые в некоторых местах стали жизненным путём для молодежи и детей. Что хуже всего — иногда единственным путём.

Родриго Авила

Обеспечение внутренней безопасности, подавление криминала Родриго Авила называет главной национальной проблемой Сальвадора. Особое беспокойство Авилы вызвала угроза Дональда Трампа прекратить американскую помощь Сальвадору, если сальвадорские власти не покончат с бандой MS13 (действующей также в США). Со своей стороны, Авила внёс законопроект об ужесточении антикриминальной политики и профилактирования преступности. По его мнению, решение вопроса требует прежде всего политической воли, проявить которую способна правая партия ARENA, но не левая партия ФНОФМ. Он предлагает усилить контроль над местами заключения, перекрыть каналы рекрутирования в банды, блокировать общественные связи криминалитета, привлекать к социальной реабилитации членов семей преступников.
В июне 2018 Родриго Авила поддержал председателя парламентской фракции ARENA Карлоса Рейеса, прибывшего в Москву на Чемпионат мира по футболу. Этот шаг депутата вызвал внутренний конфликт в партии, многие её члены осудили Рейеса. Родриго Авила заявил, что Рейес имеет личные средства от собственного бизнеса, которые дают ему возможность посетить РФ (обходя политическую сторону).
Свои выступления и действия Родриго Авила сверяет с предполагаемой оценкой покойного Роберто д’Обюссона.

## Семья
Родриго Авила женат во второй раз. Имеет двух дочерей от двух браков и падчерицу от второго брака. Селина Денис де Авила — вторая жена Родриго Авилы — дочь известного агронома, сотрудница крупного банка и активистка ARENA.